# 松井達夫
松井 達夫（まつい たつお、1904年9月29日 - 1997年3月25日）は、日本の都市計画家、都市計画研究者。土木技術官僚。
早稲田大学教授を務めた。このほか、帯広市市計画立案委員会委員長（帯広の団地のうち柏林台団地は昭和38年マスタープランを担当）、土木学会関東支部長、島根県庁周辺整備委員会委員、八王子土地利用計画研究委員会委員・幹事長、川崎市都市計画審議委員長、 南多摩地方計画策定委員会委員、 帝都高速度交通営団管理委員会委員、庵原地区総合開発調査委員会委員長、 港北ニュータウン計画に関して日本都市計画学会検討委員会委員長、 双葉原子力地区調査委員会委員長、 原子力委員会地帯整備専門部会都市計画小委員会主査 など、要職を多数歴任した。弁護士・参議院議員の松井道夫は弟。

## 人物
早大「21世紀の日本」研究会で協働した戸沼幸市や中川(1997)らは松井の印象を「極めて厳にして清廉な雰囲気を放ち、いかなる時でも崩れることなく、これが日本の官吏というものかとの強い印象を与え」られたという。また酒好きで興が乗れば唄や落語が飛び出すなど洒脱な人柄でもあったほか、囲碁がまためっぽう強かったことで知られる。
松井は広範な社会活動の中には日本都市計画学会会長、都市計画協会副会長、首都圏整備委員会委員、都市計画中央審議会委員などの一方で、地方自治体の都市計画の指導、助言や、海外関連の件では台湾、韓国など近隣諸国の都市づくりについても熱心に指導していたというほか、1958年国際地域計画セミナー議事進行、1976年オランダ・アムステルダムの国際住宅都市計画連合国際会議で日本代表団団長、日本生産性本部主催アメリカ都市再開発調査団団長などを務めた。
松井は数十篇の論文や都市についてのエッセイを多数残しているが、いずれも実務家、実践者としてのその時々の発言で空論はない一方、座談の名手としてのユーモアがあり人を魅惑する文章を著したという。

## 略歴
新潟県新潟市出身。新潟県立新潟中学校を経て、1928年（昭和3年）に東京帝国大学工学部土木工学科を卒業後、東京市技手を経て、1935年（昭和10年）に都市計画東京地方委員会技師、1937年（昭和12年）内務省大臣官房都市計画課技師、1948年（昭和23年）に建設院都市局土木課長、1950年（昭和25年）、建設省発足時の都市局（のちに計画局に改称）土木課長、都市建設課長を歴任した。1951年（昭和26年）同復興課長、1954年（昭和29年）、首都建設委員会事務局長、1956年（昭和31年）に科学技術庁科学審議官となった。1957年（昭和32年）に石川栄耀の後を受けて早稲田大学専任教授として嘱任され、1975年（昭和50年）に退任するまで、非常勤講師時代を含めて約20年間都市計画の教鞭をとり、多岐にわたる研究成果を築いたほか、日本の都市計画行政の推進者として戦災復興など数々の業績を残した。
早稲田においては1968年には社会科学研究所「21世紀の日本・早稲田大学グループ」の結成にともない、代表として学内における学際的研究交流に大きな足跡を残す。早大「21世紀の日本」研究会は内閣、当時佐藤栄作首相が催したコンペティション「21世紀の日本の国家と国土の姿を求める」に応募するために吉阪隆正等が幹事となり、文系、理系を含み大学を横断する形で作られた研究会で、教員と院生合わせて100人を越す学際的大人数によるもの。これは1970年の内閣審議室「アニマルから人間へ」「ピラミッドから朝の目へ」として報告、政府総合賞を得た。この報告書には東北遷都や分権型国家論などが含まれていたという。
また、交通基本問題調査会会長の立場で万国博覧会会場計画委員会委員も歴任。
1997年、胃癌のため死去。

## 著書
共著
- 基礎土木工学講座11 都市計画入門（橋本経吉と）コロナ社、1980
- 基礎土木工学講座11 都市計画（橋本経吉と）コロナ社、1964
- 基礎土木工学講座11 都市計画入門（橋本経吉と）コロナ社、1963
- 戦災復興計画回顧録，戦災復興外史編集員会編「戦災復興外史」，財）都市計画協会 1985年

単著
- 新開発区画整理の研究. 1960. 日本住宅公団.

| 文化            | 文化                                        | 文化          |
| --------------- | ------------------------------------------- | ------------- |
| 先代 吉田安三郎 | 日本都市計画学会会長 第9代：1969年 - 1970年 | 次代 横山光雄 |